# مؤسسة ساويرس للتنمية الاجتماعية
مؤسسة ساويرس للتنمية الاجتماعية هي مؤسسة مصرية خاصة تأسست عام 2001م بهبة من عائلة ساويرس وتعد من أوائل المؤسسات المصرية المانحة في مجال التنمية في مصر وتدعمها أسرة مصرية.
تركز المؤسسة على المشروعات التي تهدف إلى خلق فرص عمل وذلك عن طريق تحديد الفجوات في سوق العمل حيث توجد الفرص مع عدم وجود أفراد مؤهلين لشغلها ثم تقوم المؤسسة بتدريب المرشحين مع ضمان التزام أصحاب العمل بتوظيفهم فور انتهاء تدريبهم، كما تركز المؤسسة على أهمية الشراكة بين المجتمع المدني والحكومة والقطاع الخاص لتحقيق التنمية المتواصلة.
وتمنح المؤسسة عدد من المنح للدراسة بداخل وخارج مصر، حيث تتيح التقدم لمنحة للحصول على درجة الدكتوراه في قانون التنمية الدولية من كلية كوين مارى بجامعة لندن، كما تتيح التقدم للحصول على منحة للدراسة في إحدي الجامعات المرموقة بألمانيا وذلك بالشراكة مع الهيئة الألمانية للتبادل العلمي.
وقد استحدثت مؤخرا جائزة تمنحها المؤسسة وهي جائزة مؤسسة ساويرس للأدب المصري والتي تمنح لأفضل عمل روائي ومجموعة قصصية وتحصل الأعمال الفائزة على جوائز تصل إلى مائة ألف جنيه مصري.

## وصلات خارجية
- الموقع الرسمي